# Veliki Buyalik
Veliki Buyalik (en ucraniano: Великий Буялик, romanizado: Velykyi Buialyk) es un pueblo ucraniano perteneciente al óblast de Odesa. Situado en el suroeste del país, es parte del raión de Berezivka y del municipio (hromada) de homónimo.
En época soviética fue centro de un raión nacional búlgaro, el raión búlgaro de Blagoievo.

## Toponimia
El nombre del pueblo en ruso es Bolshoi Buyalik (en ruso: Большой Буялык) y en búlgaro, Goliam Buyalik (en búlgaro: Голям Буялък). Entre 1923 y 2016 se denominó Blajoieve (en ucraniano: Благоєве; en ruso: Благоево, romanizado: Blagoievo) en honor al filósofo marxista búlgaro Dimitar Blagoev, cambiado por las leyes de descomunización de Ucrania.

## Geografía
Veliki Buyalik se encuentra a orillas del río Koshkova, a 16 km de Berezivka y 51 km al norte de Odesa. 

## Historia
El pueblo fue establecido como Velykyi Buialyk en 1802 por refugiados búlgaros del Imperio otomano, procedentes principalmente del pueblo de Sharkovo.
En julio de 1919, en medio de la guerra civil rusa, los residentes de la aldea apoyaron el levantamiento antibolchevique de campesinos ucranianos y colonos alemanes, causado por la distribución de alimentos y la movilización forzada del Ejército Rojo.
El pueblo fue renombrado en 1923 como Blajoieve. Del 28 de abril de 1926 al 5 de febrero de 1938 fue el centro del raión búlgaro de Blagoievo.
En 2016, en el curso de la descomunización en Ucrania, el pueblo volvió a tener su antiguo nombre. Veliki Buyalik perteneció al raión de Ivánivka hasta 2020, año en el que se hizo una reforma administrativa que redujo el número de raiónes del óblast de Odesa a siete, y el asentamiento pasó a ser parte del raión de Berezivka.

## Demografía
La evolución de la población de Veliki Buyalik entre 1859 y 2001 fue la siguiente:
| 2207                                                          | 3329 | 1901 | 1694 |
| (Fuente: Cities & Towns of Ukraine y UKRAINE: Größere Städte) |      |      |      |

Según el censo de 2001, la lengua materna de la mayoría de los habitantes, el 45,57%, es el búlgaro; del 22,02% es el ruso; del 20,6%, el ucraniano y del 9,68, el rumano.